# Carolina (Virginie-Occidentale)
Pour les articles homonymes, voir Carolina.
Carolina est une census-designated place située dans le comté de Marion, dans l’État de Virginie-Occidentale, aux États-Unis. Lors du recensement de 2020, elle comptait 390 habitants.